# 斯波坎縣
斯波坎縣（英語：Spokane County）是美国华盛顿州東部的一個郡，東臨爱达荷州，面積4,612平方公里。根据2020年美國人口普查，共有人口53萬9,339人。縣治斯波坎（Spokane）。該縣成立於1858年1月29日，1864年1月19日被併入史蒂文斯郡，1879年10月30日復縣；縣名紀念斯波坎人（印第安人的一支）。